# 塚田啓太郎
塚田 啓太郎（つかだ けいたろう、1859年11月16日（安政6年10月22日）- 1944年（昭和19年）1月16日）は、日本の実業家、政治家。衆議院議員。

## 経歴
武蔵国幡羅郡蓮沼村（のちの埼玉県大里郡明戸村、現:深谷市）で生まれる。英学、国漢学、法律学、経済学を学ぶ。
1885年、文部省中等教員検定に合格。比企横見中学校の教員を務め、大里外三郡中学校連合会議員となる。1894年、埼玉県会議員に選ばれ、所得税調査委員も務めた。
1902年8月、第7回衆議院議員総選挙で埼玉県選挙区から立憲政友会所属で出馬して当選。第10回総選挙でも当選し、衆議院議員を二期務めた。
実業界では、1901年、深谷商業銀行を設立して頭取に就任。その他、深谷物産、深谷製材の経営も行った。

## 逸話
帝国議会に下駄履きで出席したことで知られていた。